# Aluche (station)
Aluche is een station in het stadsdeel Latina van de Spaanse hoofdstad Madrid dat werd geopend op 4 februari 1961.

## Geschiedenis
Het station werd op 4 februari 1961 geopend door Francisco Franco als onderdeel van de  F.C. Suburbano de Carabanchel a Chamartín de la Rosa  (FCS), een kleinprofiel voorstadslijn die, in tegenstelling tot de privaat gefinancierde metro, door de Staat werd aangelegd. Vanaf 6 februari 1961 konden de reizigers gebruikmaken van de FCS die  Plaza de España verbond met Carabanchel. 
Op 29 oktober 1976 werd de spoorlijn tussen Aluche en  Móstoles geopend met als noordelijk eindpunt een ondergronds station bij het viaductstation van de FCS. In het cercanías netwerk van Madrid werd deze lijn opgenomen als C-6. Om reizigers tussen de zuidwestelijke voorsteden en het centrum twee routes te bieden werd Aluche toen het zuidelijke eindpunt van de FCS en ging het deel tussen Aluche en Carabanchel over naar metrolijn 5 die sinds 1968 Carabanchel als zuidelijk eindpunt had. Op 17 december 1981 verdween de benaming FCS toen de lijn integraal onderdeel werd van de metro onder lijnnummer 10. 
Op 19 januari 1984 werd lijn C-6 doorgetrokken naar Laguna waarmee ze ook een aansluiting kreeg op lijn 6 van de metro en Aluche niet langer een eindpunt van C-6 was.
In 1987 werd bij het station een busstation geopend met haltes van een groot aantal stads- en streekvervoerslijnen. De streekbussen naar het zuiden verbinden het station met Leganés en Fuenlabrada, die naar het noorden verbinden het station met Pozuelo de Alarcón, Boadilla del Monte, Majadahonda en Las Rozas de Madrid. 
Op 30 september 1991 werden C-6 en C-5 onderling verbonden door het ondergrondse Cercanías traject tussen Embajadores en Atocha. Sindsdien is C-6 opgenomen in C-5 en ontbreekt C-6 dus in het cercanías netwerk van Madrid.
Het station fungeerde tot 22 oktober 2002 als zuidelijk eindpunt van zowel lijn 5 als lijn 10. In verband met de gewenste verbinding tussen de Metrosur en de rest van het metronet werd lijn 10 doorgetrokken naar het zuidwesten. De aftakking kwam bij Casa de Campo waar een nieuw station werd ingevoegd. Het tracé tussen Aluche en dit nieuwe station werd overgeheveld naar lijn 5 die sindsdien Casa de Campo als zuidelijk eindpunt heeft. 
Op vrijdag 26 juli 2009 botsten om 7:38 uur twee treinen van de cercanías op elkaar in het station, met 57 gewonden tot gevolg. 
In 2010 was het OV-knooppunt te klein geworden voor het reizigersaanbod waarop het aantal bushaltes werd vergroot van 4 naar 13. De werkzaamheden vonden plaats onder het metroviaduct maar het verkeer op metrolijn 5 kon ongestoord voortgaan.

## Ligging en inrichting
Het vervoersknooppunt Aluche ligt in de gelijknamige wijk in het district Latina, in het zuidwesten van Madrid. De wijken Aluche en Campamento behoorden tot de oude plaatsen Carabanchel Bajo en Alto die het district Carabanchel vormden. In 1971 ging het district Carabanchel en daarmee Aluche op in het district Latina.  
Het viaductstation van de metro ligt boven de Plaza de Aluche en ligt van de metrostations het hoogst boven de straat. De sporen van de cercanías liggen ondergronds haaks op het viaduct, met de perrons onder het kruispunt Avenida de las Aguilas/Avenida de los Poblados, ter hoogte van kilometerpaal 7,7 van de lijn  Móstoles-Parla met Iberischspoor. Het busstation ligt onder het zuidoosteinde van het metroperron. Het station kent twee toegangen, een bij het busstation die is verbonden met het eilandperron van de metro, de andere ligt onder het noordwesteinde van het metroperron en is zowel verbonden met het metroperron als met de zijperrons van de cercanías. Door de hoge toren boven deze hal is het station al van grote afstand te zien. Op het metroperron staat een kiosk van Bibliometro, waar reizigers boeken kunnen lenen.